# Karel Toman
Karel Toman, pseudonimo di Antonín Bernášek (Kokovice, 25 febbraio 1877 – Praga, 12 giugno 1946), è stato un poeta e giornalista ceco.
Fu autore di chiara ispirazione anarchica e amico di Fráňa Šrámek, la sua carriera nella poesia cominciò intorno al circolo letterario che ruotava intorno alla rivista Moderní revue con Arnošt Procházka, Jiří Karásek ze Lvovic, Karel Hlaváček, František Gellner, Stanislav Kostka Neumann, Jiří Mahen, Rudolf Těsnohlídek, Viktor Dyk e altri della generazione dell'ala anarchica del movimento della rinascita ceca. 
Nel 1917 divenne redattore del quotidiano nazionale Národní listy continuando a scrivere per altre riviste.
Dopo la prima guerra mondiale lavorò per il giornale Lidové noviny.
I suoi versi migliori traspaiono nell'opera Favole di sangue (1898).
Nel 1946 lo Stato gli conferì il titolo di artista nazionale.